# Matijeva cerkev
Cerkev Marijinega vnebovzetja Budimskega gradu (madžarsko Nagyboldogasszony-templom), bolj znana kot Matijeva cerkev (madžarsko Mátyás-templom), redkeje Budimska kronanjska cerkev, je katoliška cerkev na Trgu Svete Trojice, Budimpešta, Madžarska, pred Ribiško trdnjavo v osrčju okrožja Budimskega gradu. Po cerkvenem izročilu je bila prvotno zgrajena v romanskem slogu leta 1015, čeprav obstaja malo omemb. Sedanja stavba je bila zgrajena v razkošnem poznogotskem slogu v drugi polovici 14. stoletja in je bila obsežno obnovljena v poznem 19. stoletju. Bila je druga največja cerkev srednjeveškega Budima in sedma največja cerkev srednjeveške Ogrske. Je zgodovinska stavba s pomembno zgodovino. Znotraj njenih zidov sta bila okronana dva madžarska kralja: Franc Jožef I. Ogrski in Elizabeta ter Karel IV. Ogrski in Zita Burbonsko-Parmska.
Cerkev je bila tudi kraj marijanskega čudeža v Budimu. Leta 1686, med obleganjem mesta Budim s strani Svete lige, se je zid cerkve - ki so jo osmanski okupatorji mesta uporabljali kot mošejo - zrušil zaradi topovskega strela. Izkazalo se je, da se za zidom skriva star votivni kip Madone. Ko se je skulptura Device Marije pojavila pred molečimi muslimani, je morala muslimanske garnizije padla in mesto je padlo istega dne.

## Zgodovina

### Temelj cerkve
Po izročilu estergomske škofije je kralj Štefan I. Ogrski (1000–1038) leta 1015 tukaj zgradil cerkev. To potrjujejo tudi viri iz 17. stoletja in domnevajo, da so tu pokopani posmrtni ostanki svetega Gellérta, ki je bil mučen na bližnjem griču Gellért. Vendar na grajskem hribu pred 13. stoletjem ni sledi nobene naselbine.

### Romanska bazilika
Sedanja cerkev je bila zgrajena kot romanska bazilika med letoma 1255 in 1269 po ukazu kralja Béle IV. (1235–1270). Madžarsko je opustošila mongolska invazija in ker ni bilo gradov kot zatočišč, je umrlo okoli 40 odstotkov prebivalstva. Posledično je Béla IV. začel graditi gradove na strateško pomembnih lokacijah. Najpomembnejši med njimi je bil Budimski grad. V sklopu tega gradu je bila zgrajena Matijeva cerkev kot cerkev za nemške meščane Budima. Prvo pisno omembo te cerkve najdemo leta 1255 kot »sezidati«, nato leta 1269 kot »zidano«. Osnovna oblika današnje cerkve sega v to baziliko, znotraj cerkve pa najdemo še nekaj kapitelov iz 13. stoletja. Tloris cerkve je zelo podoben dominikanskemu samostanu na Margaretinem otoku, ki ga je prav tako zgradil Béla IV. Ko je leta 1301 umrl Andrej III. Ogrski, zadnji kralj iz rodbine Árpád, je bil 13-letni sin češkega kralja Venčeslava imenovan za madžarskega kralja kot Ladislav V. (1301–1305). Leta 1309 je bila Matijeva cerkev prizorišče kronanja Karla I. Roberta (1308–1342) iz francoske rodbine Anžu.

### Gotska dvoranska cerkev
Okrog leta 1370 je Matijevo cerkev kralj Ludvik Veliki (1342–1382) preuredil v gotsko dvoransko cerkev s tremi ladjami. Stranski ladji sta bili dvignjeni v višino glavne ladje in Marientor je nastal po vzoru zahodnega portala Laurentiuskirche v Nürnbergu. Iz tega obdobja je tudi kapitel tik ob Marientoru, ki prikazuje Ludvika in njegovo ženo Elizabeto. Kralj Sigismund Luksemburški (1387–1437) je cerkvi prizidal dva oltarna prostora, ki pa sta bila ob prezidavi v 19. stoletju odstranjena. Od leta 1402 do 1433 je grof Palatin Miklós Gara dal zgraditi grobno kapelo za svojo družino ob severni stranski kapeli (danes Ladislavova kapela). Kapela na tem mestu še danes nosi njegovo ime. Po izvolitvi za kralja sta bila v tej cerkvi sprejeta Albrecht Habsburški (1437-1439) in kasneje Vladislav Poljski (1440-1444). Leta 1455 je sveti Janez Kapistran tukaj pozval k križarski vojni proti Turkom.

### Cerkev Matija
Sedanje ime cerkve izvira iz kralja Matija Korvina (1458–1490), ki je leta 1470 dal cerkev razširiti s petnadstropnim stolpom in kraljevim oratorijem. Še danes najdemo njegov grb tik ob Marientoru, vendar je bil prvotno na stolpu. Kralj Matija je pospeševal umetnost in v državo pripeljal številne umetnike, predvsem iz Italije, zato Matijažev stolp predstavlja zanimivo mešanico gotskega in renesančnega sloga, ki je takrat prevladoval v Italiji. Matija je tu praznoval tudi svoji dve poroki, najprej s Katarino iz Poděbrady (1461), hčerko češkega kralja Jurija, in po njeni smrti z Beatrix Aragonsko (1476), hčerko neapeljskega kralja Ferdinanda I. Od takrat jugovzhodni cerkvena vrata se imenujejo 'poročna vrata'.

### Büyük Camii
Leta 1526 je sultan Sulejman I. prizadejal Madžarski uničujoč poraz v bitki pri Mohaču, zaradi česar je med begom umrl kralj Ludvik II., Madžarska pa je ostala brez voditelja. 25. avgusta 1541 so Turki zavzeli mesto Budim in cerkev spremenili v svojo glavno mošejo. Zdaj je bila Matijajeva cerkev skoraj 150 let znana kot Büyük Camii, Velika mošeja. Zaradi tega je bila uničena skoraj vsa oprema cerkve, stene prepleskane na belo in vsi liki svetnikov so bili obglavljeni, kar je še danes vidno na Marientoru. Sultan Sulejamn I. Veličastni se je tukaj zahvalil Alahu za osvojitev mesta in Gül Baba, islamski svetnik, katerega Türbe (Gül-Baba-Türbe) je še vedno romarsko mesto v Budimu, naj bi umrl tukaj.

### Barokizacija
Ko je Sveta liga 2. septembra 1686 osvojila Budim, je bila cerkev skoraj popolnoma uničena in nato predana jezuitom. Tu so postavili svoj sedež na Madžarskem in stavbo razširili na samostan na severni strani in semenišče na južni strani. Tako se je izgubil srednjeveški, prostostoječi značaj cerkve. Cerkev je bila znotraj in zunaj baročno predelana. Ko je bil jezuitski red leta 1773 razpuščen, je bila cerkev predana budimskemu mestnemu svetu.
- Mesto Budim leta 1493, Matijaška cerkev na desni
- Mesto Budim je bilo leta 1684 še vedno v turških rokah. Poleg številnih minaretov lahko vidite na desni tudi stolp Matijeve cerkve (št. 3)
- Cerkev v 18. stoletju
- Kronanje Franca Jožefa in Elizabete leta 1867
- Kralj Charles IV med prisego pri stebru Trojice pred Matjaževo cerkvijo leta 1916

### Cerkev kronanja
8. junija 1867 je v Matijevi cerkvi potekalo kronanje madžarskega kraljevega para Franca Jožefa I. in Elizabete. V cerkvi je vse do danes veliko sklicevanj na to: zastave na stebrih, njihov grb na oknu Elizabete in seveda velika kronanjska freska v oratoriju Malteškega reda.
Med letoma 1873 in 1896 so po načrtih Frigyesa Schuleka prenovili in razširili Matijevo cerkev. Dal ji je današnjo neogotsko zasnovo. Iz srednjega veka pa je ohranjena osnovna zgradba stavbe in nekateri detajli, kot je Marientor.
Leta 1916 je v Matijevi cerkvi potekalo kronanje zadnjega madžarskega kraljevega para, Karla IV. in Zite. Po kronanju je novi kralj pri Trojiškem stebru pred Matijevo cerkvijo prisegel.
Matijeva cerkev je bila med drugo svetovno vojno močno poškodovana, a je bila v letih 1950–1960 obnovljena po prvotnih Schulekovih načrtih.
Za Matijevo cerkev sta značilna dva povsem neenaka stolpa. Stolp levo od ladje, tako imenovani Bélov stolp, je čokat in okrašen s pisanimi opekami, ki tvorijo mozaik. Desno od ladje je 80 metrov visok, osemkoten, gotski Matijažev stolp. Majolika na cerkveni strehi je izdelala tovarna Zsolnay v Pécsu.

## Notranjost cerkve
Današnjo notranjo opremo je cerkev dobila ob prenovah v 19. stoletju. Med njimi najdemo tudi bogate dekorativne poslikave, ki so sestavljene iz večbarvnih geometričnih in rastlinskih elementov in so delo Bertalana Székelyja in Károlyja Lotza.

### Marientor
Ko stopite skozi južna vrata v notranjost cerkve, je na koncu sprednje veže najprej opaziti Marientor iz 14. stoletja. Je eden najpomembnejših primerov gotskega kiparstva na Madžarskem. Umetno izdelan relief na timpanonu naj bi predstavljal Marijino smrt, danes pa so ostali le fragmenti. Glave so figuram posekali Turki v 16. stoletju.

### Krokarjev grb
Na vzhodni steni južnega stolpa je grb kralja Matije Korvina. Sestavljen je iz grbov kraljevin Madžarske (zgoraj štiri rdeče in štiri bele vodoravne črte ter dvojni križ), Dalmacije (spodaj levo tri levje glave) in Češke (spodaj desno lev z dvojnim repom) ter grb hiše Hunyadi (v sredini - krokar z zlatim prstanom v kljunu). Nad grbom je krona in letnica 1470, leto, ko je kralj Matija zgradil južni stolp. Ob grbu sta dva vojaka črne vojske, najemniške vojske kralja Matije, ki je bila osnova njegove moči.

### Loretska kapela
Levo od glavnega portala je Loretska kapela. Tam je baročni kip Device iz rdečega marmorja v spomin na ponovno osvojitev Budima leta 1686. Po legendi so tik preden so Osmani leta 1541 zavzeli mesto, v cerkev zazidali kip Device Marije, dar kralja Vladislava II., da bi jo zaščitili pred uničenjem s strani Turkov. V cerkvi, ki je bila spremenjena v mošejo, naj bi do leta 1686 ostal neodkrit. Leta 1686 je prišlo do obleganja kristjanov in med boji naj bi v bližini cerkve razneslo turško skladišče smodnika. Zaradi silovitosti eksplozije se je stena pred kipom zrušila in na njihovo grozo se je pred molečimi muslimani prikazala Devica Marija. Mesto je bilo ponovno zavzeto isti večer, 2. septembra 1686. Zmaga je bila pripisana temu čudežu, zaradi česar je ta kapela še danes romarski kraj.

### Krstna kapela
Desno od glavnega portala najdemo krstno kapelo z romanskim stebrastim kapitelom, ki je iz časa ustanovitve cerkve v 13. stoletju. Upodablja dva meniha, ki kažeta na knjigo, domnevno Sveto pismo, in ima presenetljive podobnosti z deli naumburškega mojstra. Ta kapitel je najstarejši ohranjeni del notranjosti cerkve. Na severni steni kapele najdemo fresko bitke za Beograd, delo Károlyja Lotza. Spominja na neuspešno obleganje mesta Beograd (tedaj del Madžarske) s strani Turkov leta 1456. Le tri leta prej je padel Konstantinopel, zadnji krščanski bastijon na Balkanu, in Mehmed II. je nato poskušal osvojiti Ogrsko kraljevino v bliskoviti kampanji pokoritve, dogodek, ki je seveda pritegnil tudi pozornost katoliške cerkve. Na Madžarsko je bil poslan frančiškan Janez Kapistran, ki je pridigal križarsko vojno tako učinkovito, da so madžarsko vojsko lahko okrepili s številnimi bojevitimi kmeti. Upodobljen je v levem delu freske. Takratni papež Kalist III. je v zgornjem delu freske. Prav on je prepoznal pomen te bitke za krščanstvo in je zato poskrbel, da so opoldne po vseh cerkvah po svetu zazvonili zvonovi v znak podpore celotnega krščanstva vojakom v Beogradu. Tradicija, ki se še danes nadaljuje v vsaki katoliški cerkvi do opoldanskega angela. To zvonjenje in branje papeževega dekreta pred Matijevo cerkvijo je upodobljeno v desnem delu freske. Na levi lahko vidite tudi zmagovitega generala Jánosa Hunyadija s sinom, ki je kasneje postal kralj Matija. Na zahodni steni je okroglo okno s stopničastim opažem in upodobitvijo daritvenega jagnjeta, pred katerim je v neoromanskem slogu izdelan krstilnik.

### Emerikova kapela
Na severni strani cerkve je kapela svetega Emerika (madžarsko Imre). Na zahodni steni so freske, ki prikazujejo življenje sv. Frančiška Asiškega.
Nasproti je tako imenovani Imrejev oltar, delo Mihályja Zichyja. Krilni oltar je sestavljen iz treh delov (triptih), levo in desno so upodobljeni prizori iz življenja svetega Imreja. V središču boste našli njegov kip, ki ga obdajata kipa svetega Štefana in svetega Gellérta, njegovega očeta in učitelja.

### Kapela sv. Trojice
Tik ob Emmerikovi kapeli je kapela sv. Trojice. Danes je to zadnje počivališče kralja Béle III. (1172–1196) in njegove žena Agnes de Châtillon. Sem so ju leta 1860 prenesli iz bazilike Székesfehérvár. Oba danes počivata pod kamnitim baldahinom, delo Ferenca Mikule, na katerem je par upodobljen v obliki dveh ležečih figur.
Kapela je od ostalega dela cerkve ločena z rešetko, na kateri sta pritrjena grba kraljevega para. V kapeli so tudi majhne orgle, ki se uporabljajo pri bogoslužju cerkve med tednom. V kapeli je tudi spominska plošča cistercijanskega reda v čast Béli III. priloženega, ki je bil povabil red na Ogrsko.

### Ladislavova kapela
Levo od kora je kapela sv. Ladislava. Károly Lotz na svojih freskah upodablja šest legend o kralju Ladislavu I. (1077–1095) (madžarsko László), zaradi česar je bil razglašen za svetnika. Na levi najprej rešitev Madžarke pred poganskim Kumanom - ki predstavlja obrambo vzhodne meje krščanstva -, ob njej ustanovitev mesta in stolnice v Nagyváradu. V zgornjem delu je upodobljen eden od čudežev, o katerih se mu govori. V boju s Kumani je njegovim borcem zmanjkalo vode, Ladislav je vzel sekiro in razkosal skalo, takoj je privrel izvir in njegova vojska je bila spet bogato oskrbljena z vodo. Na vzhodni steni na levi so opisani dogodki po njegovi smrti. Po legendi je bila njegova zadnja želja, da bi bil pokopan v »njegovem« mestu Nagyvárad. Ker pa je umrl v bližini mesta Esztergom, se je to zdelo brezupno, saj je bilo med mestoma skoraj 400 km, kar je bil takrat dolg dan. V tej situaciji sta se prikazala dva angela in odnesla njegovo telo v Nagyvárad, kjer je bilo pokopano. Na desni je opisana njegova kanonizacija. Ko so leta 1192, skoraj 100 let po njegovi smrti, odprli njegovo krsto, da bi odstranili relikvije, so ugotovili, da je nedotaknjena. Po legendi je spal zelo trdno in se zbudil takoj, ko je Madžarska ponovno potrebovala njegovo pomoč. Zadnja freska prikazuje njegov grob, ki je služil za reševanje sporov v srednjem veku. Obe sprti strani sta morali na njegovem grobu priseči, da bosta govorili resnico; če je ena lagala, je umrl, še preden je spregovoril. V kapeli je tudi kopija njegove glave, ki jo hranijo v Győru.

### Prezbiterij
K glavni ladji se na vzhodnem koncu cerkve prilega prezbiterij z glavnim oltarjem. Na obeh dolgih stranicah sta neogotski pevski empori, na levi strani pa je vhod v zakristijo.
Na koncu kora je neogotski glavni oltar, delo Frigyesa Schuleka. V središču oltarja je tirolski lesen kip Device Marije, upodobljene kot Regina Hungariae s kopijo krone sv. Štefana. Tovrstna upodobitev sega v madžarsko tradicijo, po kateri je prvi madžarski kralj, sveti Štefan, potem ko je ostal brez prestolonaslednika, zapustil deželo Devici Mariji. Že v srednjem veku obstajajo viri, ki Madžarsko omenjajo kot Regnum Marianum, to je Marijino kraljestvo. Toda krono nad kipom na oltarju so sem postavili šele ob slovesni maši leta 2000, ob tisočletnici ustanovitve madžarske države. Pred tem so jo člani skupnosti peš ponesli iz Vatikana v Rimu v Budim, potem ko jo je blagoslovil papež Janez Pavel II.
Za oltarjem najdemo dve vrsti oken, zgornja vrsta v neogotskem slogu prikazuje najpomembnejše svetnike madžarske cerkve, spodnja vrsta v neoromanskem slogu prikazuje najpomembnejše svetnike katoliške cerkve. Med njimi izstopa osrednje okno z Jezusovo podobo. Ker je okno neposredno za oltarjem in za Marijinim kipom, je Jezusova upodobitev vidna le skozi zvezdni venec, ki obdaja Marijo. Vendar je to vsekakor namerno, saj poudarja vlogo Device kot Mater Domini in njen pomen v katoliški Cerkvi.

### Kapela svetega Križa
Desno od oltarja je neoromanska kapela svetega Križa. Ta v cerkvi še posebej izstopa, saj jo po oblikah in barvah jasno loči od siceršnje pretežno neogotske opreme. Tukaj najdemo Kristusa na križu v sredini, ob strani pa Mati Božja in Marija Magdalena, vključno s Pietà. Posebej vredna ogleda so okna na stranskih stenah kapele. Tu je tudi spust v cerkveno kripto.

### Kripta
Kripta se zdaj uporablja kot spodnja cerkev za krste in pogrebne maše ter kot zakramentna kapela v času obiskov. Tu je običajni sarkofag madžarskih kraljev srednjega veka. Kripta s svojimi svetlimi barvami predstavlja zanimiv kontrast preostalemu delu cerkve.

### Prižnica
Neogotska prižnica je delo arhitekta Frigyesa Schuleka in kiparja Ferenca Mikule. Tukaj so prikazani štirje evangelisti in štirje prvotni cerkveni učitelji s svojimi lastnostmi. Evangelist Matej s krilatim možem, sveti Ambrož Milanski s čebeljim panjem, evangelist Marko z levom, sveti Avguštin iz Hipona z otrokom, ki črpa vodo, evangelist Luka z volom, sveti Hieronim v kardinalskem habitu, evangelist Janez z orlom in papež Gregor Veliki z golobom Svetega Duha. Na vrhu prižnice je kip Dobrega pastirja.

## Unescov seznam svetovne dediščine
Matijeva cerkev je skupaj z grajskim okrožjem, obrežjem Donave in ulico Andrássy vpisana na Unescov seznam svetovne dediščine pod referenčno številko 400. Vpis je bil izveden leta 1987 v kategoriji (II) in (IV).